# جان رينيه ليسنار
جان رينيه ليسنار (بالفرنسية: Jean-René Lisnard)‏ مواليد 25 سبتمبر 1979 في كان، هو لاعب كرة مضرب فرنسي سابق بدأ مسيرته كمحترف سنة 1997 وكان يلعب باليد اليمنى، اعتزل اللعب في 2013. أعلى تصنيف له في الفردي كان المركز الـ 84 في سنة 2003. أعلى تصنيف له في الزوجي كان المركز الـ 171 في سنة  2007.

## روابط خارجية
- جان رينيه ليسنار على موقع رابطة محترفي التنس (الإنجليزية)
- جان رينيه ليسنار على موقع الاتحاد الدولي لكرة المضرب (الإنجليزية)
- جان رينيه ليسنار على موقع كأس ديفيز (الإنجليزية)
- جان رينيه ليسنار على موقع خلاصة التنس.كوم (الإنجليزية)